# Stacey Abrams
Stacey Yvonne Abrams (Madison (Wisconsin), 9 december 1973) is een Amerikaans activiste, schrijfster en politica van de Democratische Partij. Tussen 2011 en 2017 was ze minderheidsleider in het Huis van Afgevaardigden van Georgia. Ze nam in dezelfde staat deel aan de gouverneursverkiezingen van 2018, die ze nipt verloor van de Republikeinse kandidaat Brian Kemp.
Abrams werd als drijvende kracht aangewezen achter de keuze in Georgia voor Joe Biden in de presidentsverkiezingen van 2020.
Abrams boekte ook succes als schrijfster van meerdere romans onder het pseudoniem Selena Montgomery.
- Gemeinsame Normdatei: 1161827226
- International Standard Name Identifier: 0000 0000 4855 2737
- Library of Congress Control Number: n2018002688
- Nationale Bibliotheek van Tsjechië: xx0300016
- Nationale Bibliotheek van Israël: 987012933468305171
- Virtual International Authority File: 2605153063139019320006
- WorldCat: E39PCjBmpqCRgMjGFXqMvKBFJC